# Tibe De Vlieger
Tibe De Vlieger (5 november 2005) is een Belgisch voetballer die onder contract ligt bij KAA Gent.

## Clubcarrière
De Vlieger genoot een groot deel van zijn jeugdopleiding bij KAA Gent, waar hij bij de U10 aansloot. In december 2021 ondertekende hij er zijn eerste profcontract. Dat contract werd in het voorjaar van 2023 opengebroken tot medio 2025.
Op 17 augustus 2022 trad De Vlieger voor het eerst aan in Eerste nationale met Jong KAA Gent, het beloftenelftal van KAA Gent. Op 16 januari 2024 maakte hij zijn officiële debuut in het eerste elftal van de club: in de kwartfinale van de Beker van België liet trainer Hein Vanhaezebrouck hem in het slotkwartier invallen. Drie dagen later liet Vanhaezebrouck hem ook invallen in de competitiewedstrijd tegen KV Mechelen.

## Clubstatistieken
| Seizoen         | Club            | Land            | Competitie       | Competitie | Competitie | Beker | Beker | Supercup | Supercup | Europees | Europees | Totaal | Totaal |
| Seizoen         | Club            | Land            | Competitie       | Wed.       | Dlp.       | Wed.  | Dlp.  | Wed.     | Dlp.     | Wed.     | Dlp.     | Wed.   | Dlp.   |
| --------------- | --------------- | --------------- | ---------------- | ---------- | ---------- | ----- | ----- | -------- | -------- | -------- | -------- | ------ | ------ |
| 2022/23         | Jong KAA Gent   | Vlag van België | Eerste nationale | 16         | 2          | —     | —     | —        | —        | —        | —        | 16     | 2      |
| 2023/24         | Jong KAA Gent   | Vlag van België | Eerste nationale | 15         | 7          | —     | —     | —        | —        | —        | —        | 15     | 7      |
| 2023/24         | KAA Gent        | Vlag van België | Eerste klasse A  | 1          | 0          | 1     | 0     | —        | —        | 0        | 0        | 2      | 0      |
| Carrière totaal | Carrière totaal | Carrière totaal | Carrière totaal  | 32         | 9          | 1     | 0     | 0        | 0        | 0        | 0        | 33     | 9      |

Bijgewerkt op 27 januari 2024.